# Spáleneček
Spáleneček (dříve Malý Prenet) je malá vesnice a část obce Česká Kubice v okrese Domažlice v Plzeňském kraji. Nachází se asi tři kilometry východně od České Kubice. Prochází zde silnice II/190. Spáleneček leží v katastrálních územích Nový Spálenec o výměře 3,24 km² a Starý Spálenec o výměře 4,6 km².

## Historie
První písemná zmínka o vesnici pochází z roku 1789.

## Obyvatelstvo
| Rok            | 1869 | 1880 | 1890 | 1900 | 1910 | 1921 | 1930 | 1950 | 1961 | 1970 | 1980 | 1991 | 2001 | 2011 | 2021 |
| -------------- | ---- | ---- | ---- | ---- | ---- | ---- | ---- | ---- | ---- | ---- | ---- | ---- | ---- | ---- | ---- |
| Počet obyvatel | 85   | 98   | 82   | 79   | 79   | 98   | 62   | 24   | 13   | 10   | 44   | 37   | 32   | 27   | 41   |
| Počet domů     | 11   | 11   | 11   | 12   | 13   | 13   | 14   | 10   | 10   | 3    | 14   | 16   | 16   | 16   | 22   |

## Obecní správa
Při sčítání lidu v letech 1850–1879 Spáleneček byl osadou obce Spálenec v okrese Domažlice. V následujícím období byla osada úředně zrušena. V letech 1900–1984 byl znovu osadou obce Spálenec v okrese Domažlice. Od 1. ledna 1985 je částí obce Česká Kubice v okrese Domažlice.

## Další fotografie

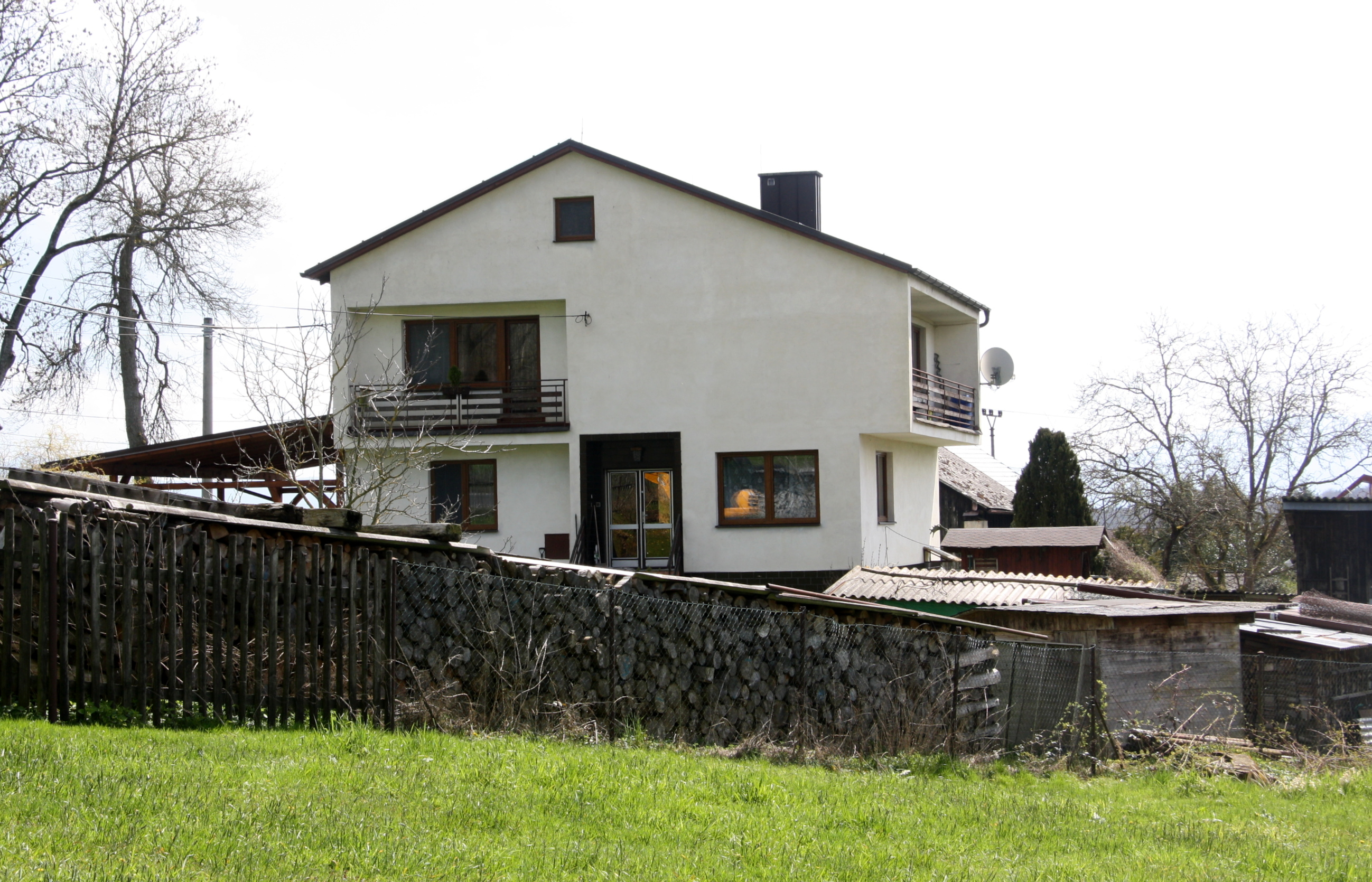
Dům čp. 21
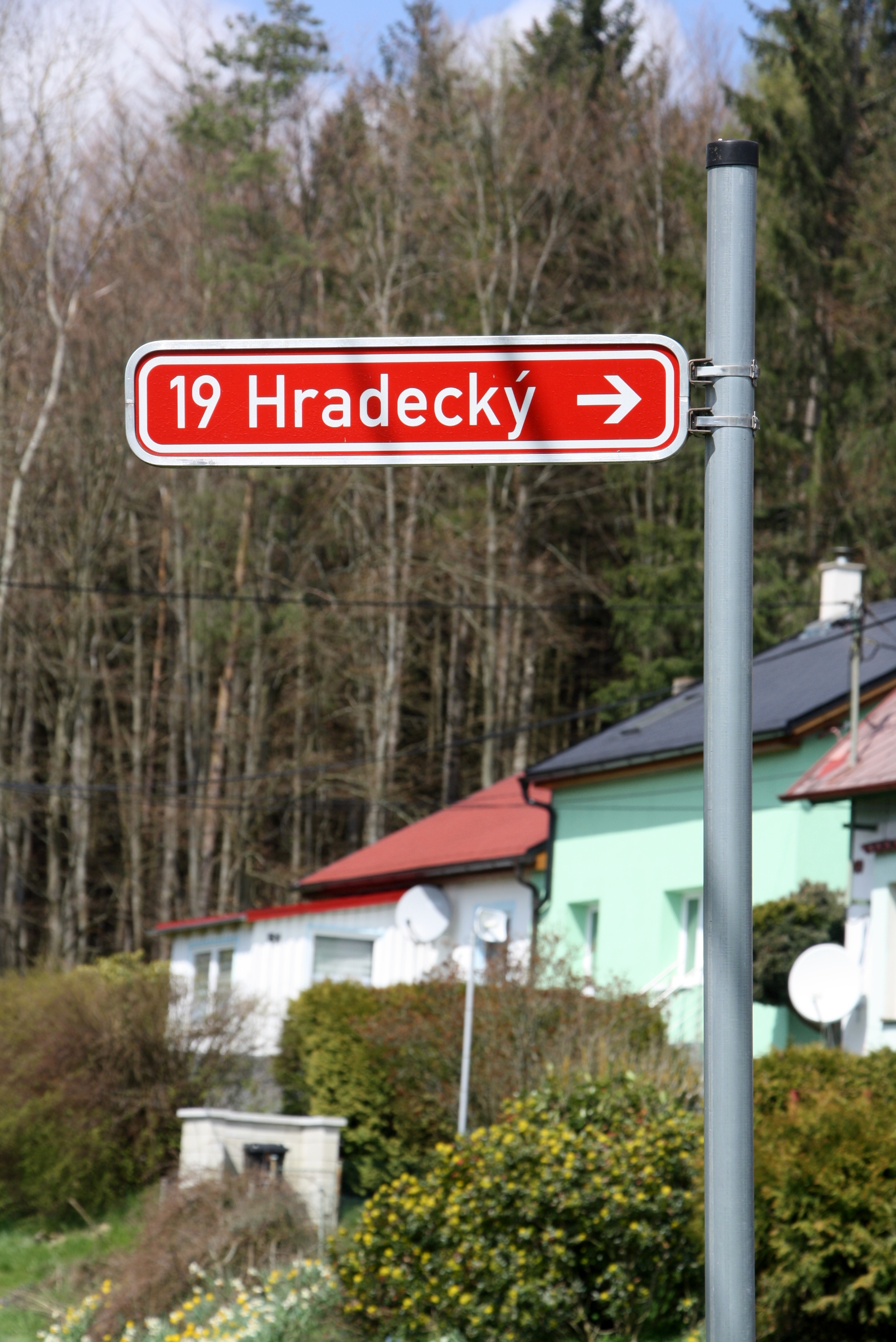
Popisná čísla i se jménem
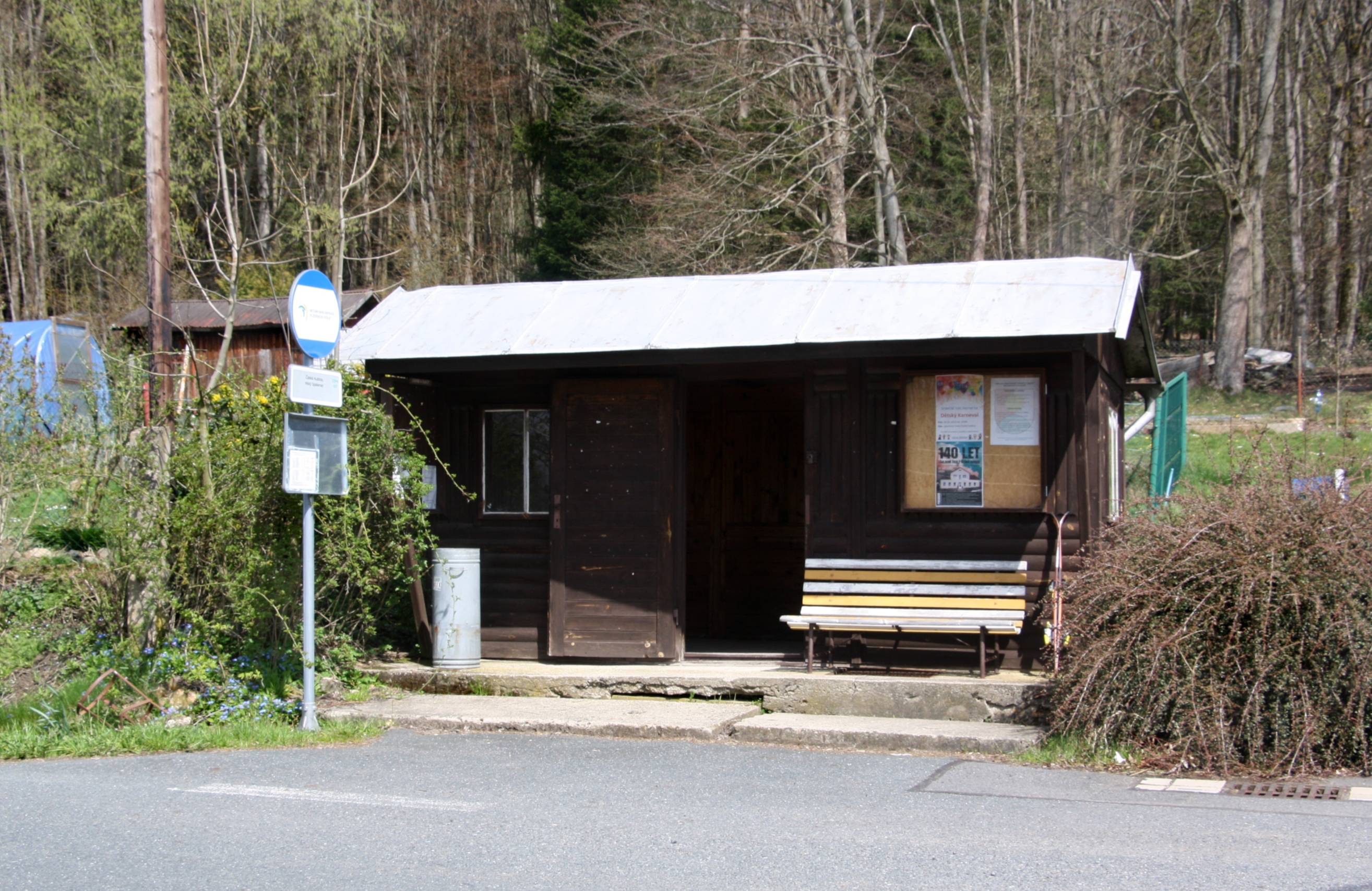
Zastávka
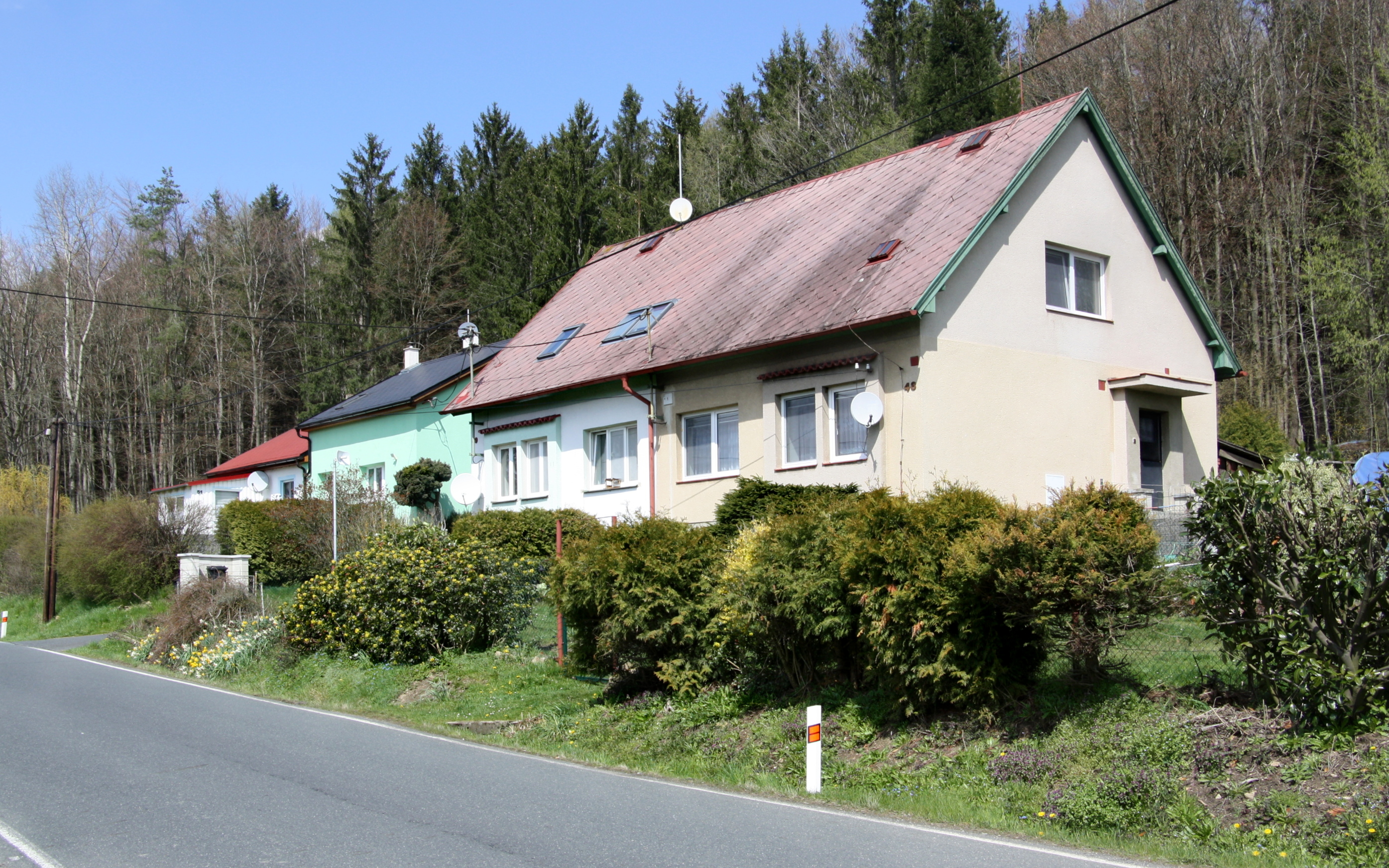
Západní část vesnice